# 天秤座36
天秤座36，又名CD-2710443，HD 138688、SAO 183580、HR 5775，是天秤座的一颗恒星，视星等为5.15，位于銀經341.5，銀緯22.35，其B1900.0坐标为赤經15h 28m 33.4s，赤緯-27° 22.35′ 36″。